# 荷華文語類參
《荷華文語類參》（荷蘭語：Nederlandsch-Chineesch Woordenboek met de Transcriptle der Chineesche Karakters in het Tsiang-tsiu Dialekt; 臺羅：Hô huâ bûn gú luī-tsham）為席雷格編撰的閩南語辭典，以荷蘭語寫成，於1882年至1892年期間，由荷屬印尼殖民政府分4冊出版刊行。該辭典不僅是目前規模最大的閩南語辭典，更是第一部以西文寫成的閩南語辭典。其收錄之閩南語方言為漳浦地區的漳州話。
本書出版目的是幫助荷蘭人學習閩南語，而不是讓閩南人學習荷蘭語。其收錄語音以漳州話文言音為主，每個荷蘭語詞後方皆以漢字及羅馬字進行解釋。第一冊書首附家族稱謂表，第四冊末附國名、城市名、諺語等附錄，以荷蘭文和漢文相互對照，並按羅馬字母順序排列。

## 外部連結
- 電子原文 （页面存档备份，存于）